# Jorge Alberto Vázquez (futbolista)
Jorge Alberto Vázquez Díaz (Cosamaloapan, Veracruz, 16 de junio de 1988) es un futbolista mexicano. Juega como extremo derecho y su club actual es el Celaya Fútbol Club.

## Clubes
| Club                        | País   | Año             | Goles |
| --------------------------- | ------ | --------------- | ----- |
| Tiburones Rojos de Veracruz | México | 2013            | 11    |
| Atlético San Luis           | México | 2013 - 2014     | 5     |
| Celaya Fútbol Club          | México | 2014 - Presente |       |